# Liste der Monuments historiques in Grisy-sur-Seine
Die Liste der Monuments historiques in Grisy-sur-Seine führt die Monuments historiques in der französischen Gemeinde Grisy-sur-Seine auf.

## Liste der Bauwerke
| Bezeichnung | Beschreibung | Standort | Kennzeichnung | Schutzstatus | Datum | Bild |
| ----------- | ------------ | -------- | ------------- | ------------ | ----- | ---- |
| Oppidum     |              | (Lage)   | PA00087023    | Inscrit      | 1970  |      |

## Liste der Objekte

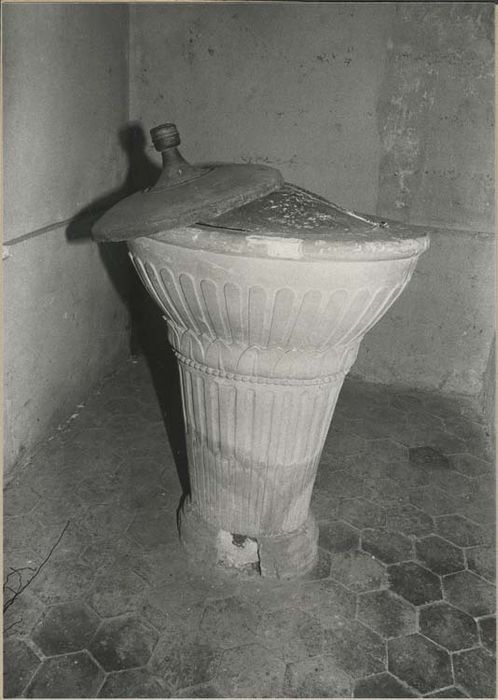
Taufbecken aus dem 19. Jahrhundert in der Kirche St-Médard

- Monuments historiques (Objekte) in Grisy-sur-Seine in der Base Palissy des französischen Kultusministeriums